# Največji uspehi vol. 1
Največji uspehi vol. 1 je prvi studijski album skupine Hazard. Album je bil posnet v Studiu Akademik, v Ljubljani in izdan leta 1981 pri založbi ZKP RTV Ljubljana.

## Seznam skladb
| A stran | A stran                                                                    | A stran |
| Št.     | Naslov                                                                     | Dolžina |
| ------- | -------------------------------------------------------------------------- | ------- |
| 1.      | „Marie, ne piši pesmi več‟ (Tadej Hrušovar/Dušan Velkaverh/Braco Doblekar) | 3:05    |
| 2.      | „Ljudje, ki sedijo v parkih‟ (Dare Petrič/Dušan Velkaverh/Dare Petrič)     | 3:55    |
| 3.      | „Vsak je sam‟ (Tadej Hrušovar/Dušan Velkaverh/Braco Doblekar)              | 3:40    |
| 4.      | „Zgoraj brez‟ (Tadej Hrušovar/Dušan Velkaverh/Braco Doblekar)              | 3:40    |
| 5.      | „Kopalnico ima?‟ (Silvester Mihelič/Toni Gašperič/Braco Doblekar)          | 2:36    |

| B stran | B stran                                                                                          | B stran |
| Št.     | Naslov                                                                                           | Dolžina |
| ------- | ------------------------------------------------------------------------------------------------ | ------- |
| 1.      | „Nena‟ (Tadej Hrušovar/Dušan Velkaverh/Braco Doblekar)                                           | 3:42    |
| 2.      | „Otroci pankrtov‟ (Tadej Hrušovar/Dušan Velkaverh/Braco Doblekar)                                | 3:30    |
| 3.      | „Nigdje nema tvoje luke‟ (Tadej Hrušovar/Jakša Fiamengo/Tadej Hrušovar-Braco Doblekar-Dečo Žgur) | 3:16    |
| 4.      | „Tovariš Rokenrol‟ (Tadej Hrušovar/Dušan Velkaverh/Braco Doblekar)                               | 3:05    |
| 5.      | „Zabloda moja v modrih kavbojkah‟ (Tadej Hrušovar/Dušan Velkaverh/Braco Doblekar)                | 3:06    |

## Zasedba
- Dominik Trobentar – solo vokal, bas kitara
- Braco Doblekar – vokal, tenor saksofon, konge
- Dani Gančev – vokal, klaviature, bas kitara
- Dare Petrič – vokali, kitara
- Miro Čekeliš – bobni